# Рогозенский серебряный клад
Рогозенский серебряный клад (болг. Рогозенско съкровище)— коллекция серебряной посуды древнефракийской эпохи (конец V — середина IV века до нашей эры), обнаруженная в 1985 году в болгарском селе Рогозен.

## История находки
Осенью 1985 года, тракторист-ветеран Иван Савов из села Рогозен, копая на своем огороде оросительную канаву, наткнулся на кувшин. Продолжив копать дальше, он и его жена извлекли из земли ещё 64 почерневших от времени и жестяных на вид предмета посуды (кувшины, чаши, блюда). Решив, что это предметы церковной утвари, крестьяне отнесли находку в дом и, поставив в известность старосту села (кмета), продолжили работы на огороде.
Кмет позвонил в окружной центр Врацу в Исторический музей. Приехали археологи, начали раскопки и неожиданно наткнулись на ещё одну яму, в которой было ещё 100 сосудов. Таким образом, в кладе оказалось 165 предметов серебряной утвари общим весом 20 кг. Это были фиалы (греческое название мелких или глубоких украшенных чаш), 54 кувшина и 3 обычных чаши. Все они были украшены гравировкой, а на некоторых имелись украшения в виде золотых листочков.

## Историческое значение
Археологи считают, что клад представляет собой частную коллекцию, которую на протяжении минимум полувека собирал какой-то местный знатный род. Закопана приблизительно в конце IV века до нашей эры.
В украшении и выработке сосудов используются различные мотивы, характерные для разных периодов IV века до н. э. Чередуются геометрические фигуры: растительные элементы — древесные ветви, розовые побеги, цветки лотоса, желуди; изображения животных — фантастических (крылатые львы-грифоны, крылатые кони — пегасы, крылатые козлы) и реалистических (собаки, пантеры, птицы, гиппопотамы). На одном из фиалов — возможно, греческом по происхождению — изображены Геракл и афинская жрица Авга. Одна из неразгаданных мифологических сценок — две колесницы, запряженные в четверки крылатых коней с женщинами—возницами в длинных развевающихся одеждах.
Очень важно для исторической науки изображение фракийской Великой Богини, которую даже древние греки почитали под именем Бендида. Она представлена как могущественная наездница верхом на льве или в колеснице с квадригой коней.
На нескольких сосудах сохранились надписи, в которых упоминаются фракийские личные имена, а также названия неизвестных сейчас фракийских поселений. Скорее всего, это имена мастеров, сделавших сосуды, и места их проживания.
В настоящий момент клад хранится в историческом музее в Софии.